# 쇼 바이 락!!
쇼 바이 락!!(SHOW BY ROCK!!)은 산리오의 밴드가 주제의 캐릭터 프로젝트. 주요 약칭은 「SB69」.

## 개요
캐릭터의 공식 데뷔는 2012년. 2013년에 스마트폰용 게임 앱이 보도됐다.
등장 캐릭터들은 「뮤몬」으로 불린다. 그들은 기본적으로 수인 등 일반적인 인간은 다른 2등신 캐릭터가 되고 있지만 일부는 등신이 많은 인간 형태로 의인화할 수도 있다. 일부 밴드는 기존 밴드를 형상화한 것도 존재하고 모티브 전 밴드의 곡을 무에 몬의 악곡으로 협업을 실시하고 있다.
마케팅은 산리오로서는 드물게 청년층용(특히 게임 · 애니메이션 좋아함)이 되고 있다. 게임의 송신 개시부터 뮤몬의 밴드의 미니 애니메이션 동영상을 전개했으며, 심야 시간대의 텔레비전 애니메이션으로 2015년 4월부터 도쿄 MX 등에서 방영되었다. 그것에 맞추어 소설화와 코미컬라이즈 기획도 진행한다. 이러한 효과도 있고, 산리오 캐릭터 대상 2015년에서는 상위에 올랐다.
TV 애니메이션 방송이 시작된 여러 가지 기업과 협업을 하고 캐릭터 상품을 판매하고 있다.
2015년 11월 8일, TV 애니메이션 2기(속편)와 쇼트 애니메이션 속편이 발표됐다. 이 중 쇼트 애니메이션은 2016년 7월부터 9월까지 방영되었으며, 제2기는 2016년 10월부터 12월까지 방영되었다.